# Joyful Investment
Joyful Investment株式会社（じょいふるいんべすとめんと）は、東京都江東区東陽5-13-5に本社を置く不動産会社である。

## 沿革
- 平成25年3月7日 永田町にて創業
- 平成27年3月末日 年商10億円を達成
- 平成27年4月 事業拡大に伴い本社を半蔵門に移転
- 平成28年7月 累計販売戸数100戸を達成
- 平成30年1月 事業拡大に伴い本社を四ツ谷に移転
- 令和3年1月 事業拡大に伴い本社を紀尾井町に移転
- 令和4年4月 事業拡大に伴い本社を木場に移転